# Дома 1205 км
Дома 1205 км, 1205 км — починок в Балезинском районе Удмуртии России. Население — 25 человек (2007).

## География
Починок стоит на реке Кеп.
В починке одна улица вдоль железной дороги.

## История
Починок вырос из остановки вблизи посёлка Заречный (2-я Республиканская Психолечебница).
До 2021 года входил в Воегуртское сельское поселение. После его упразднения входит в образованный муниципальный округ Балезинский район, согласно Закону Удмуртской Республики от 17.05.2021 № 49-РЗ к 30 мая 2021 года.

## Население
| 2010 | 2012 | 2014 |
| ---- | ---- | ---- |
| 17   | ↗18  | ↗19  |

## Инфраструктура
Путевое хозяйство.

## Транспорт
Автомобильный и железнодорожный транспорт.